# 波哥大薩瓦納火車站
波哥大薩瓦納火車站（西班牙語：Estación de la Sabana）是位於哥倫比亞首都波哥大的鐵路車站，為一座新古典主義建築，是波哥大薩凡納鐵路和哥倫比亞國家鐵路的中央車站所在地。該建築於1917年7月20日啟用，取代了1880年代末建造的舊車站。
車站位於Los Martires地區，靠近市中心。20世紀上半葉，它是城市發展的重要一環。由於該部門的惡化和鐵路的衰落，該建築物遭受了一系列損壞。目前，雖然它沒有發揮其作為鐵路中心交通樞紐的作用，目前仅有波哥大草原旅遊列車到发，但該建築的修復已納入該部門的城市更新計劃。
由於其歷史和文化重要性，該建築於1984年被宣佈為國家古蹟。